# 寅さん (小惑星)
寅さん（とらさん、18996 Torasan）は、小惑星帯の外縁部近くにある小惑星。北海道札幌市の渡辺和郎が発見した。
渥美清が演じた、映画『男はつらいよ』シリーズの主人公、「フーテンの寅」こと車寅次郎に因んで名付けられた。